# Один із нас бреше (серіал)
One of Us Is Lying — американський підлітковий драматичний таємничий телесеріал, розроблений Ерікою Салех. Серіал заснований на однойменному романі 2017 року Карен М. Макманус і розповідає про п’ятьох старшокласників, які потрапляють під варту, де один із них помирає за підозрілих обставин, і починається розслідування. У ньому знялися Марк Маккенна в ролі Саймона, загиблого студента, і Анналіза Кокрейн, Чібуйкем Уче, Маріанлі Техада та Купер ван Гротел у ролі головних підозрюваних, а також Баррет Карнахан, Джессіка Маклеод і Мелісса Коллазо, Сара Томпсон і Алімі Баллард у ролях другого плану.
Прем’єра серіалу відбулася на каналі Peacock 7 жовтня 2021 року та отримала загалом позитивні відгуки критиків. У січні 2022 року серіал було продовжено на другий сезон, прем’єра якого відбулася 20 жовтня 2022 року. У січні 2023 року серіал було скасовано після двох сезонів.

## Приміщення
У Bayview High п’ятеро учнів – Саймон, Адді, Купер, Бронвін і Нейт – обрано тримання під вартою. У Саймона, відомого тим, що разом зі своєю подругою Джанае створили групу пліткарів в Інтернеті, щоб навести на своїх однокласників, раптово виникає смертельна алергічна реакція. У кожного з чотирьох студентів був мотив вбити Саймона, і після того, як буде встановлено, що його смерть не була нещасним випадком, розпочато розслідування.

## акторський склад

### Головна
- Анналіза Кокрейн у ролі Едді Прентіс, популярної вболівальниці
- Чібуйкем Уче — Купер Клей, закритий бейсбольний пітчер із багатообіцяючою кар’єрою
- Маріанлі Техада в ролі Бронвін Рохас, невдачливої, зосередженої на своєму майбутньому
- Купер ван Ґрутел у ролі Нейта Маколі, студента та торговця наркотиками на випробувальному терміні
- Баррет Карнахан — Джейк Ріордан, капітан футбольної команди та хлопець Адді
- Джессіка Маклеод у ролі Джані Метьюз, найкращої подруги Саймона
- Марк Маккенна в ролі Саймона Келлегера, творця онлайн-групи пліткарів, який помирає під час затримання (сезон 1, гостьовий сезон 2)
- Мелісса Колласо — Мейв Рохас, молодша сестра Бронвін
- Сара Томпсон — Ванесса Кларк, найкраща подруга Адді та дівчина Ті Джея (сезон 2, повторення сезону 1)
- Алімі Баллард у ролі Кевіна Клея, батька та тренера Купера (2 сезон, 1 повторюваний сезон)

### Повторювані
- Зенія Маршалл — Кілі Мур, подруга Купера
- Джордж Феррієр — Ті Джей Форрестер, найкращий друг Джейка, який закоханий в Адді
- Мартін Бобб-Семпл у ролі Евана Німана, хлопця Бронвін
- Карім Діане в ролі Кріса Гріна, таємного хлопця Купера
- Жак Дрю — детектив Лора Вілер
- Валері Круз — Ізабелла Рохас, мати Бронвін і Мейв
- Уго Атео в ролі Хав'єра Рохаса, батька Бронвін і Мейв (1 сезон)
- Майлз Дж. Гарві — Лукас Клей, молодший брат Купера (сезон 1)
- Алі Ліберт — Енн Прентіс, мати Адді
- Пурва Беді — директор Гупта
- Енді Краун — пані Ейвері, вчителька фізики в школі Bayview High (сезон 1)
- Еррол Шанд — Бред Маколі, батько Нейта (сезон 1)
- Ейді Вокер — Еллен Маколі, мати Нейта
- Джо Вітковскі — Коул Ріордан, брат Джейка (сезон 2)
- Доралін Муї — Фіона Дженнінгс, нова студентка Бейв’ю (сезон 2, гостьовий сезон 1)
- Емма Дженкінс-Пурро в ролі Жизель Ворд (2 сезон)

## Епізоди
| Сезон | Епізоди | Епізоди | Оригінальний випуск | Оригінальний випуск |
| Сезон | Епізоди | Епізоди | Перший випуск       | Останній випуск     |
| ----- | ------- | ------- | ------------------- | ------------------- |
| 1     | 8       | 8       | 7 жовтня 2021       | 21 жовтня 2021      |
| 2     | 8       | 8       | 20 жовтня 2022      | 20 жовтня 2022      |

## Рецепція
Перед прем'єрою критикам дали на рецензію перші три серії. З The Wall Street Journal Джон Андерсон сказав, що серіал було важко класифікувати, і написав: «Те, що відрізняє серіал як розповідь, це те, як він прокладає собі шлях через різні сюжетні моменти, не обтяжені потребою в поясненнях чи розвитку оповіді. Ми все це не потрібно. Можна припустити, що висновок буде несподіванкою. Але потрапити туди – це, як кажуть на уроці французької мови, дежавю ».  Бред Ньюсом, який писав для The Sydney Morning Herald, сказав, що історія «вправно змінює баланс підозр, щоб зберегти цікавість, але саме МакКенна та Ван Ґрутел справді привертають увагу».  Енджі Хан ' The Hollywood Reporter сказала, що серіалу не вистачає іскри, яка б відрізняла його від подібних програм, з героями, які здаються «архетипами», «кислим, суворим настроєм, з кількома моментами легковажності чи гострого болю». ," і тьмяні кольори, які "тримають емоції шоу на відстані витягнутої руки. Історія рухається вперед у безболісному темпі, а персонажі досить легко подобаються, хоча й не настільки цікаві, щоб полюбити. Але без будь-яких помітних примх чи глибоких прозрінь, це також шоу, яке, мабуть, зникне з пам’яті, щойно цей запій закінчиться». 
1. ↑  Hailu, Selome (14 січня 2022). 'One of Us Is Lying' Renewed for Season 2 at Peacock, Erica Saleh to Serve as Showrunner. Variety. Архів оригіналу за 28 жовтня 2022. Процитовано 27 жовтня 2022.
2. ↑  Roots, Kimberly (27 вересня 2022). One of Us Is Lying Season 2 Trailer: Murder Club Is Back in Session!. TVLine. Архів оригіналу за 28 жовтня 2022. Процитовано 27 жовтня 2022.
3. ↑  Anderson, John (5 жовтня 2021). One of Us Is Lying Review: The Young and the Remorseless. The Wall Street Journal. Архів оригіналу за 11 жовтня 2021. Процитовано 11 жовтня 2021.
4. ↑  Newsome, Brad (5 жовтня 2021). Isaac Asimov's Foundation is worth the 80-year wait for a TV series. The Sydney Morning Herald. Архів оригіналу за 6 жовтня 2021. Процитовано 9 жовтня 2021.
5. ↑  Han, Angie (5 жовтня 2021). Peacock's One of Us Is Lying: TV Review. The Hollywood Reporter. Архів оригіналу за 9 жовтня 2021. Процитовано 9 жовтня 2021.